# Hugo Bleicher
Hugo Ernst Bleicher (ur. 9 sierpnia 1899 w Tettnang, zm. 1982) – niemiecki podoficer Abwehry, członek niemieckiego wywiadu podczas II wojny światowej.

## Biogram i działalność
Urodził się 9 sierpnia 1899 w miejscowości Tettnang, niedaleko Jeziora Bodeńskiego. Jako dziecko przejawiał talent do nauki języków obcych – hiszpańskiego i francuskiego. W czasie I wojny światowej walczył na froncie francuskim w stopniu szeregowego jako żołnierz Armii Cesarstwa Niemieckiego. Po I wojnie światowej rozpoczął studia na Uniwersytecie w Ravensburgu, a po studiach pracował m.in. jako tłumacz. W okresie międzywojennym był pracownikiem firmy farmaceutycznej Friedrich & Co., gdzie przez kilka lat piastował stanowisko przedstawiciela tego przedsiębiorstwa w Maroku Hiszpańskim.
W 1939 wszedł w struktury Geheime Feldpolizei (niem. Tajna Policja Polowa) – w czerwcu 1940 był jednym z funkcjonariuszy tej jednostki zabezpieczających wizytę Adolfa Hitlera w Paryżu. Dalszą służbę w Geheime Feldpolizei odbywał w Caen i Cherbourgu, gdzie następnie został wcielony do Abwehry i otrzymał stopień Sonderführera. W czasie służby w Abwehrze posiadał kilka pseudonimów operacyjnych z których najbardziej znanymi były Pułkownik Henri, Jean Castel i Jean Verbeck.
Do jego głównych zadań w strukturach Abwehry należały działania mające na celu namierzanie i likwidację alianckich organizacji wywiadowczych na terenie okupowanej przez III Rzeszę Francji. Za swoją działalność w służbie Abwehry otrzymał również Krzyż Zasługi Wojennej I klasy.
Jego największym osiągnięciem w działalności agenta Abwehry zostało zlikwidowanie alianckiej siatki wywiadowczej o nazwie Interalliée, która tworzona była przez kpt Romana Czerniawskiego (ps. „Armand Borni”). Wpierw Bleicher wpadł na trop 21 agentów Interalliée, których aresztował, a następnie dokonał zatrzymania Mathilde Carré (ps. „La Chatte”) – współpracownicę Czerniawskiego, dzięki której zeznaniom wpadł kolejno na trop samego Czerniawskiego, którego aresztował i uwięził pod koniec 1941. W sierpniu 1942 Bleicher zlikwidował kolejną polską komórkę wywiadowczą zainstalowaną w Marsylii – aresztował wtedy jej szefa – Mariana Serafińskiego (ps. „Bor”), a następnie kilku innych polskich oficerów i funkcjonariuszy działających w dowództwie tzw. Ekspozytury „F”. W marcu 1943 zniszczył siatkę konspiracyjną o nazwie Carte, powiązaną z francuskim ruchem oporu. Dzięki namówieniu do współpracy Rogera Bardeta – jednego z tajnych wywiadowców organizacji Carte – Bleicher w kwietniu 1943 aresztował kolejnych agentów alianckich – Petera Churchilla i Odette Sansom, którzy służyli jako szpiedzy brytyjskiej Special Operations Executive (SOE).
W dniu 15 maja 1945 został aresztowany w Amsterdamie przez policję holenderską, a następnie przekazany I Armii Kanadyjskiej. W połowie czerwca 1945 został przetransportowany na teren Wielkiej Brytanii do obozu Camp 020 w Londynie, gdzie był przesłuchiwany w związku z jego działalnością wywiadowczą. Jesienią 1945 został przekazany francuskiemu rządowi, który uwięził Bleichera. Niedługo później został zwolniony z więzienia i powrócił do rodzinnego Tettnang. 
W 1954 wydał swoje wspomnienia pt. Colonel Henri’s story: The war memoirs of Hugo Bleicher former German secret agent. Po wojnie również prowadził sklep z cygarami i artykułami tytoniowymi.
W 1972 spotkał się w Paryżu z Romanem Czerniawskim.